# Ali-Reza Asgari
Ali-Reza Asgari (anhörenⓘ; persisch علیرضا عسگری, DMG ʿAlī-Reża ʿAsgarī; auch: Alireza Asghari; * 1. November 1952 in Ardestan) war ein iranischer Politiker und Offizier. Er war stellvertretender Verteidigungsminister, General der iranischen Revolutionsgarde und Kabinettsmitglied des Präsidenten Mohammad Chatami. Nach unbestätigten Meldungen starb Asgari im Dezember 2010 im Ajalon-Gefängnis in Ramla, Israel.

## Leben
Asgari war in den 1980er-Jahren Kommandeur der iranischen Revolutionsgarden im Libanon. In den 1990er-Jahren galt er dort als Chef des iranischen Geheimdienstes VEVAK. Später wurde er stellvertretender Verteidigungsminister im Iran. Nach der Präsidentschaftswahl 2005 und der Ablösung von Mohammad Chatami durch Mahmud Ahmadineschad musste er diesen Posten aufgeben. Angeblich war er zuletzt mit iranischen Aktionen im Irak betraut.
Anfang Februar 2007 verschwand Asgari während eines Besuchs in Istanbul. Während der Iran von einer Entführung sprach, behaupten andere Quellen, dass er ein Überläufer sei und mit dem amerikanischen Nachrichtendienst CIA kooperiere. Es gibt Vermutungen, dass die Änderung der Einschätzung über die Gefährlichkeit des Iran hinsichtlich dessen Atomprogramms durch die CIA u. a. auf seine Aussagen zurückzuführen sei. Asgari wurde in der Vergangenheit von israelischen Quellen als „Goldgrube für westliche Geheimdienste“ beschrieben.
Die israelische Nachrichten-Website Ynet berichtete am 27. Dezember 2010 vom Selbstmord eines namentlich ungenannten Sicherheitsgefangenen in einem israelischen Gefängnis. Am selben Tag äußerte der amerikanische Blogger Richard Silverstein in seinem Nahost-Blog Tikun Olam den Verdacht, dass es sich bei dem Toten um Ali-Reza Asgari handele. Iranische Nachrichten berichteten am 28. und 29. Dezember 2010, teilweise unter Berufung auf Silverstein, dass Asgari unter ungeklärten Umständen in israelischer Haft gestorben sei. Die Identität des Toten wurde von israelischer Seite jedoch nicht bestätigt.
2014, in Zusammenhang mit der Veröffentlichung einer Biografie über den CIA-Agenten Robert Ames, schrieb Richard Silverstein, dass ihm 2010 falsche Informationen untergeschoben worden seien. Bei dem „Gefangenen X“ habe es sich um den Australier Ben Zygier gehandelt. Es sei davon auszugehen, dass es sich bei Ali-Reza Asgari in der Tat um einen Überläufer handelt.